# Крістофер Іган
Крістофер Ендрю Іган (англ. Christopher Andrew Egan, нар. 29 червня 1984) — австралійський актор. Грав Ніка Сміта в австралійській мильній опері Вдома і в гостях з 2000 по 2003 рік, Девіда Шеперда в драматичному т/с Королі. В даний час зображує Алекса Леннона в апокаліптичному телесеріалі Домініон.

## Біографія
Іган народився в Сіднеї, Австралія. Він з'явився в декількох рекламних роликах і працював моделлю, але його здібності й акторські амбіції привели до зйомок у Знедолені і Вестсайдська історія. Він також з'явився в мильній опері Вдома і в гостях.
Іган був в змозі використати свої гімнастичні навички в трилері Пристрасть.
Він переїхав в Лос-Анджелес в 2003 р. У 2006 р. з'явився в екранізації роману Крістофера Паоліні Ерагон. У 2007 р. зіграв невелику роль в Оселя зла: Вимирання, третій фільм в серії Оселя зла, де він грав роль Майкі. Влітку 2009 р. він знявся в успішному фільмі Листи до Джульєтти з Амандою Сейфрід, Ванессою Редгрейв і Гаель Гарсією Берналь.
З 2014 р. грає головну роль Алекса Леннона в апокаліптичному т/с Домініон мережі Syfy.

## Особисте життя
Його зріст — 1,79 м.

## Фільмографія
| Рік  | Назва                  | Роль        | Примітки |
| ---- | ---------------------- | ----------- | -------- |
| 2006 | Ерагон                 | Роран       | Дебют    |
| 2007 | Територія незайманості | Діонео      |          |
| 2007 | Оселя зла: Вимирання   | Майкі       |          |
| 2009 | Пристрасть             | Джуліан     |          |
| 2010 | Листи до Джульєтти     | Чарлі Вімен |          |

### Телебачення
| Рік       | Назва                              | Роль          | Примітки     |
| --------- | ---------------------------------- | ------------- | ------------ |
| 2000-2003 | Вдома і в гостях                   | Нік Сміт      | 82 епізоди   |
| 2002      | Вдома і в гостях: Секрети міста    | Нік Сміт      |              |
| 2005      | Імперія                            | Агріппа       | 3 епізоди    |
| 2006      | Принц                              | Зах           | Телефільм    |
| 2006      | Кохання вдівця                     | Нік Беннетт   | 2 епізоди    |
| 2006      | Альфа-самець                       | Фелікс        | Телефільм    |
| 2006      | Зникла                             | Бен Вілсон    | 12 епізодів  |
| 2008      | Красунчик / милашка                | Беккетт       | Телефільм    |
| 2009      | Королі                             | Девід Шеперд  | 13 епізодів  |
| 2011      | По                                 | Едгар Алан По | Телефільм    |
| 2012      | Красуня та чудовисько: Темна казка | Геррік        | Телефільм    |
| 2013      | Готика                             | Доріан Грей   | Телефільм    |
| 2014-15   | Домініон                           | Алекс Леннон  | Головна роль |